# Ashby
|  | Per a altres significats, vegeu «Ashby (desambiguació)». |

Ashby és una població dels Estats Units a l'estat de Minnesota. Segons el cens del 2000 tenia 472 habitants.

## Demografia
Segons el cens del 2000, Ashby tenia 472 habitants, 185 habitatges, i 113 famílies. La densitat de població era de 343,8 habitants per km².
Dels 185 habitatges en un 23,8% hi vivien nens de menys de 18 anys, en un 51,9% hi vivien parelles casades, en un 7% dones solteres, i en un 38,9% no eren unitats familiars. En el 36,2% dels habitatges hi vivien persones soles el 27% de les quals corresponia a persones de 65 anys o més que vivien soles. El nombre mitjà de persones vivint en cada habitatge era de 2,25 i el nombre mitjà de persones que vivien en cada família era de 2,89.
Per edats la població es repartia de la següent manera: un 18,6% tenia menys de 18 anys, un 8,9% entre 18 i 24, un 19,3% entre 25 i 44, un 20,6% de 45 a 60 i un 32,6% 65 anys o més.
L'edat mediana era de 47 anys. Per cada 100 dones de 18 o més anys hi havia 73,8 homes.
La renda mediana per habitatge era de 28.333 $ i la renda mediana per família de 39.375 $. Els homes tenien una renda mediana de 31.250 $ mentre que les dones 20.104 $. La renda per capita de la població era de 15.296 $. Entorn del 8,7% de les famílies i l'11,1% de la població estaven per davall del llindar de pobresa.

## Poblacions més properes
El següent diagrama mostra les poblacions més properes.